# Serie B (Italia) 2025-26
La Serie B 2025-26 (denominada Serie BKT por motivos de patrocinio) será la nonagésima cuarta edición de la segunda máxima competición futbolística de Italia.
Un total de 20 equipos participan en la competición, incluyendo 13 equipos de la temporada anterior, 3 provenientes de la Serie A 2024-25 y 4 provenientes de la Serie C 2024-25. El torneo comenzará en agosto de 2025 y terminará en junio de 2026, tras la disputa de la eliminatoria por el tercer ascenso a la Serie A y el play-off por el cuarto descenso a la Serie C.

## Relevos
Los nuevos equipos para la Serie B 2025-26, comenzaron a aparecer muy temprano, cuando Virtus Entella y Avellino ganaron los grupos B y C de la Serie C 2024-25, logrando así el regreso a la categoría. El 25 de abril, Padova ganó el Grupo A y también logró el ascenso. El 7 de junio el Pescara consiguió el cuarto ascenso tras vencer en la promoción.
| Pos.  | Ascendidos a Serie A |
| ----- | -------------------- |
| 1.º   | Sassuolo             |
| 2.º   | Pisa                 |
| Prom. | Cremonese            |

| Pos.  | Descendidos a Serie C |
| ----- | --------------------- |
| Prom. | Salernitana           |
| 18.º  | Brescia               |
| 19.º  | Cittadella            |
| 20.º  | Cosenza               |

| Pos.       | Ascendidos de Serie C |
| ---------- | --------------------- |
| 1.º (G. A) | Padova                |
| 1.º (G. B) | Virtus Entella        |
| 1.º (G. C) | Avellino              |
| Prom.      | Pescara               |

| Pos. | Descendidos de Serie A |
| ---- | ---------------------- |
| 18.º | Empoli                 |
| 19.º | Venezia                |
| 20.º | Monza                  |

## Información
| Equipo         | Ciudad                  | Entrenador          | Capitán           | Estadio                             | Capacidad | Proveedor   | Patrocinador (Pecho)         | Patrocinador (Manga)       |
| -------------- | ----------------------- | ------------------- | ----------------- | ----------------------------------- | --------- | ----------- | ---------------------------- | -------------------------- |
| Avellino       | Avellino                | Raffaele Biancolino | Thiago Cionek     | Partenio-Adriano Lombardi           | 26 000    | Magma       | Cosmopol                     |                            |
| Bari           | Bari                    | Fabio Caserta       | Valerio Di Cesare | San Nicola                          | 58 270    | Kappa       | Molino Casillo               | MV Line                    |
| Carrarese      | Carrara                 | Antonio Calabro     | Nicolás Schiavi   | Dei Marmi                           | 9 500     | Givova      | SAGEVAN                      |                            |
| Catanzaro      | Catanzaro               | Alberto Aquilani    | Pietro Iemmello   | Nicola Cervolo                      | 14 650    | EYE Sport   | Coop                         | Wüber                      |
| Cesena         | Cesena                  | Michele Mignani     | Francesco De Rose | Dino Manuzzi                        | 23 860    | Errea       | E.CO                         |                            |
| Empoli         | Empoli                  | Guido Pagliuca      | Francesco Caputo  | Carlo Castellani                    | 16 284    | Kappa       | Computer Gross               |                            |
| Frosinone      | Frosinone               | Massimiliano Alvini | Luca Mazzitelli   | Estadio Benito Stirpe               | 16 227    | Zeus Sport  | Banca Popolare del Frusinate | Polsinelli Enologia        |
| Juve Stabia    | Castellammare di Stabia | Ignazio Abate       | Alberto Gerbo     | Romeo Menti                         | 12 800    |             |                              |                            |
| Mantova        | Mantua                  | Davide Possanzini   | Salvatore Burrai  | Danilo Martelli                     | 14 884    | Givova      | PATA Snack                   |                            |
| Modena         | Módena                  | Andrea Sottil       | Antonio Pergreffi | Alberto Braglia                     | 21 151    | New Balance | Kerakoll                     | SAU                        |
| Monza          | Monza                   | Paolo Bianco        | Matteo Pessina    | U-Power Stadium                     | 17 102    | Lotto       | Motorola                     |                            |
| Padova         | Padua                   | Matteo Andreoletti  | Niko Kirwan       | Euganeo                             | 32 420    | Macron      | Power 4U                     |                            |
| Palermo        | Palermo                 | Filippo Inzaghi     | Matteo Brunori    | Renzo Barbera                       | 36 365    | Puma        | Decò                         | A29 Energy Service Company |
| Pescara        | Pescara                 | Vincenzo Vivarini   | Riccardo Brosco   | Adriatico-Giovanni Cornacchia       | 20 476    | Joma        | betwin360                    |                            |
| Reggiana       | Reggio Emilia           | Davide Dionigi      | Paolo Rozzio      | MAPEI Stadium - Città del Tricolore | 21 525    | Macron      | Immergas                     | FIAT Autostile             |
| Sampdoria      | Génova                  | Massimo Donati      | Nicola Murru      | Luigi Ferraris                      | 33 205    | Macron      | Banca Ifis                   | IBSA Group                 |
| Spezia         | La Spezia               | Luca D'Angelo       | Dimitris Nikolaou | Alberto Picco                       | 11 968    | Acerbis     | Distretti Ecologici          | Recrowd                    |
| Südtirol       | Bolzano                 | Fabrizio Castori    | Fabian Tait       | Druso                               | 5 539     | Mizuno      | South Tyrol                  | TopHaus                    |
| Venezia        | Venecia                 | Giovanni Stroppa    | Joel Pohjanpalo   | Pier Luigi Penzo                    | 11 150    | Nocta       | Cynar                        |                            |
| Virtus Entella | Chiavari                | Andrea Chiappella   | Luca Parodi       | Comunale                            | 5 535     | Adidas      | Duferco Energia              |                            |

### Cambios de entrenadores
| Equipo         | Entrenador (Jornadas) | Fecha de vacante    | Tipo de salida              | Posición en la tabla | Entrenador entrante | Fecha de nombramiento |
| -------------- | --------------------- | ------------------- | --------------------------- | -------------------- | ------------------- | --------------------- |
| Monza          | Alessandro Nesta      | 25 de mayo de 2025  | Fin de contrato             | Pretemporada         | Paolo Bianco        | 11 de junio de 2025   |
| Juve Stabia    | Guido Pagliuca        | 10 de junio de 2025 | Contratado por Empoli       | Pretemporada         | Ignazio Abate       | 19 de junio de 2025   |
| Catanzaro      | Fabio Caserta         | 11 de junio de 2025 | Contratado por Bari         | Pretemporada         | Alberto Aquilani    | 18 de junio de 2025   |
| Frosinone      | Paolo Bianco          | 11 de junio de 2025 | Contratado por Monza        | Pretemporada         | Massimiliano Alvini | 2 de julio de 2025    |
| Modena         | Paolo Mandelli        | 13 de junio de 2025 | Recolocado en el Modena U19 | Pretemporada         | Andrea Sottil       | 16 de junio de 2025   |
| Palermo        | Alessio Dionisi       | 15 de junio de 2025 | Destitución                 | Pretemporada         | Filippo Inzaghi     | 17 de junio de 2025   |
| Bari           | Moreno Longo          | 16 de junio de 2025 | Destitución                 | Pretemporada         | Fabio Caserta       | 18 de junio de 2025   |
| Pescara        | Silvio Baldini        | 19 de junio de 2025 | Dimisión                    | Pretemporada         | Vincenzo Vivarini   | 2 de julio de 2025    |
| Virtus Entella | Fabio Gallo           | 24 de junio de 2025 | Mutuo acuerdo               | Pretemporada         | Andrea Chiappella   | 3 de julio de 2025    |
| Venezia        | Eusebio Di Francesco  | 26 de junio de 2025 | Contratado por Lecce        | Pretemporada         | Giovanni Stroppa    | 26 de junio de 2025   |
| Sampdoria      | Alberico Evani        | 13 de julio de 2025 | Fin de contrato             | Pretemporada         | Massimo Donati      | 13 de julio de 2025   |

## Localización
| Emilia-Romaña        | 3 | Cesena, Modena y Reggiana          | |
| Liguria              | 3 | Sampdoria, Spezia y Virtus Entella | Avellino Bari Carrarese Catanzaro Cesena Empoli Frosinone Juve Stabia Mantova Modena Monza Padova Palermo Pescara Reggiana Sampdoria Spezia Südtirol Venezia Virtus Entella |
| Campania             | 2 | Avellino y Juve Stabia             | Avellino Bari Carrarese Catanzaro Cesena Empoli Frosinone Juve Stabia Mantova Modena Monza Padova Palermo Pescara Reggiana Sampdoria Spezia Südtirol Venezia Virtus Entella |
| Lombardía            | 2 | Mantova y Monza                    | Avellino Bari Carrarese Catanzaro Cesena Empoli Frosinone Juve Stabia Mantova Modena Monza Padova Palermo Pescara Reggiana Sampdoria Spezia Südtirol Venezia Virtus Entella |
| Toscana              | 2 | Carrarese y Empoli                 | Avellino Bari Carrarese Catanzaro Cesena Empoli Frosinone Juve Stabia Mantova Modena Monza Padova Palermo Pescara Reggiana Sampdoria Spezia Südtirol Venezia Virtus Entella |
| Véneto               | 2 | Padova y Venezia                   | Avellino Bari Carrarese Catanzaro Cesena Empoli Frosinone Juve Stabia Mantova Modena Monza Padova Palermo Pescara Reggiana Sampdoria Spezia Südtirol Venezia Virtus Entella |
| Abruzos              | 1 | Pescara                            | Avellino Bari Carrarese Catanzaro Cesena Empoli Frosinone Juve Stabia Mantova Modena Monza Padova Palermo Pescara Reggiana Sampdoria Spezia Südtirol Venezia Virtus Entella |
| Apulia               | 1 | Bari                               | Avellino Bari Carrarese Catanzaro Cesena Empoli Frosinone Juve Stabia Mantova Modena Monza Padova Palermo Pescara Reggiana Sampdoria Spezia Südtirol Venezia Virtus Entella |
| Calabria             | 1 | Catanzaro                          | Avellino Bari Carrarese Catanzaro Cesena Empoli Frosinone Juve Stabia Mantova Modena Monza Padova Palermo Pescara Reggiana Sampdoria Spezia Südtirol Venezia Virtus Entella |
| Lacio                | 1 | Frosinone                          | Avellino Bari Carrarese Catanzaro Cesena Empoli Frosinone Juve Stabia Mantova Modena Monza Padova Palermo Pescara Reggiana Sampdoria Spezia Südtirol Venezia Virtus Entella |
| Sicilia              | 1 | Palermo                            | Avellino Bari Carrarese Catanzaro Cesena Empoli Frosinone Juve Stabia Mantova Modena Monza Padova Palermo Pescara Reggiana Sampdoria Spezia Südtirol Venezia Virtus Entella |
| Trentino-Alto Adigio | 1 | Südtirol                           | Avellino Bari Carrarese Catanzaro Cesena Empoli Frosinone Juve Stabia Mantova Modena Monza Padova Palermo Pescara Reggiana Sampdoria Spezia Südtirol Venezia Virtus Entella |

## Desarrollo

### Clasificación
| Pos. | Equipo         | Pts. | PJ | G | E | P | GF | GC | Dif. | Clasificación 2026-27                  |
| ---- | -------------- | ---- | -- | - | - | - | -- | -- | ---- | -------------------------------------- |
| 1    | Avellino       | 0    | 0  | 0 | 0 | 0 | 0  | 0  | 0    | Ascenso a la Serie A                   |
| 2    | Bari           | 0    | 0  | 0 | 0 | 0 | 0  | 0  | 0    | Ascenso a la Serie A                   |
| 3    | Carrarese      | 0    | 0  | 0 | 0 | 0 | 0  | 0  | 0    | Play-offs (semifinal) para la Serie A  |
| 4    | Catanzaro      | 0    | 0  | 0 | 0 | 0 | 0  | 0  | 0    | Play-offs (semifinal) para la Serie A  |
| 5    | Cesena         | 0    | 0  | 0 | 0 | 0 | 0  | 0  | 0    | Play-offs (preliminar) para la Serie A |
| 6    | Empoli         | 0    | 0  | 0 | 0 | 0 | 0  | 0  | 0    | Play-offs (preliminar) para la Serie A |
| 7    | Frosinone      | 0    | 0  | 0 | 0 | 0 | 0  | 0  | 0    | Play-offs (preliminar) para la Serie A |
| 8    | Juve Stabia    | 0    | 0  | 0 | 0 | 0 | 0  | 0  | 0    | Play-offs (preliminar) para la Serie A |
| 9    | Mantova        | 0    | 0  | 0 | 0 | 0 | 0  | 0  | 0    |                                        |
| 10   | Modena         | 0    | 0  | 0 | 0 | 0 | 0  | 0  | 0    |                                        |
| 11   | Monza          | 0    | 0  | 0 | 0 | 0 | 0  | 0  | 0    |                                        |
| 12   | Padova         | 0    | 0  | 0 | 0 | 0 | 0  | 0  | 0    |                                        |
| 13   | Palermo        | 0    | 0  | 0 | 0 | 0 | 0  | 0  | 0    |                                        |
| 14   | Pescara        | 0    | 0  | 0 | 0 | 0 | 0  | 0  | 0    |                                        |
| 15   | Reggiana       | 0    | 0  | 0 | 0 | 0 | 0  | 0  | 0    |                                        |
| 16   | Sampdoria      | 0    | 0  | 0 | 0 | 0 | 0  | 0  | 0    | Play-offs para la Serie C              |
| 17   | Spezia         | 0    | 0  | 0 | 0 | 0 | 0  | 0  | 0    | Play-offs para la Serie C              |
| 18   | Südtirol       | 0    | 0  | 0 | 0 | 0 | 0  | 0  | 0    | Descenso a la Serie C                  |
| 19   | Venezia        | 0    | 0  | 0 | 0 | 0 | 0  | 0  | 0    | Descenso a la Serie C                  |
| 20   | Virtus Entella | 0    | 0  | 0 | 0 | 0 | 0  | 0  | 0    | Descenso a la Serie C                  |

Actualizado a los partidos jugados el 7 de junio de 2025.
 Fuente: Serie B
Criterios de clasificación: Puntos · Enfrentamientos directos · Diferencia de goles en enfrentamientos directos · Diferencia de goles · Goles a favor
Notas:
1. 1 2  Si el equipo en tercer lugar termina 15 o más puntos por delante del equipo en cuarto lugar, no se juegan los play-offs de ascenso y el equipo en tercer lugar asciende a la Serie A.
2. ↑  Si el equipo clasificado en el puesto 16 termina 5 o más puntos por delante del equipo clasificado en el puesto 17, entonces no se juega la eliminatoria de descenso y el equipo clasificado en el puesto 17 es relegado a la Serie C.

### Evolución de la clasificación
| Equipo         | 01 | 02 | 03 | 04 | 05 | 06 | 07 | 08 | 09 | 10 | 11 | 12 | 13 | 14 | 15 | 16 | 17 | 18 | 19 | 20 | 21 | 22 | 23 | 24 | 25 | 26 | 27 | 28 | 29 | 30 | 31 | 32 | 33 | 34 | 35 | 36 | 37 | 38 |
| Equipo         |    |    |    |    |    |    |    |    |    |    |    |    |    |    |    |    |    |    |    |    |    |    |    |    |    |    |    |    |    |    |    |    |    |    |    |    |    |    |
| -------------- | -- | -- | -- | -- | -- | -- | -- | -- | -- | -- | -- | -- | -- | -- | -- | -- | -- | -- | -- | -- | -- | -- | -- | -- | -- | -- | -- | -- | -- | -- | -- | -- | -- | -- | -- | -- | -- | -- |
| Avellino       |    |    |    |    |    |    |    |    |    |    |    |    |    |    |    |    |    |    |    |    |    |    |    |    |    |    |    |    |    |    |    |    |    |    |    |    |    |    |
| Bari           |    |    |    |    |    |    |    |    |    |    |    |    |    |    |    |    |    |    |    |    |    |    |    |    |    |    |    |    |    |    |    |    |    |    |    |    |    |    |
| Carrarese      |    |    |    |    |    |    |    |    |    |    |    |    |    |    |    |    |    |    |    |    |    |    |    |    |    |    |    |    |    |    |    |    |    |    |    |    |    |    |
| Catanzaro      |    |    |    |    |    |    |    |    |    |    |    |    |    |    |    |    |    |    |    |    |    |    |    |    |    |    |    |    |    |    |    |    |    |    |    |    |    |    |
| Cesena         |    |    |    |    |    |    |    |    |    |    |    |    |    |    |    |    |    |    |    |    |    |    |    |    |    |    |    |    |    |    |    |    |    |    |    |    |    |    |
| Empoli         |    |    |    |    |    |    |    |    |    |    |    |    |    |    |    |    |    |    |    |    |    |    |    |    |    |    |    |    |    |    |    |    |    |    |    |    |    |    |
| Frosinone      |    |    |    |    |    |    |    |    |    |    |    |    |    |    |    |    |    |    |    |    |    |    |    |    |    |    |    |    |    |    |    |    |    |    |    |    |    |    |
| Juve Stabia    |    |    |    |    |    |    |    |    |    |    |    |    |    |    |    |    |    |    |    |    |    |    |    |    |    |    |    |    |    |    |    |    |    |    |    |    |    |    |
| Mantova        |    |    |    |    |    |    |    |    |    |    |    |    |    |    |    |    |    |    |    |    |    |    |    |    |    |    |    |    |    |    |    |    |    |    |    |    |    |    |
| Modena         |    |    |    |    |    |    |    |    |    |    |    |    |    |    |    |    |    |    |    |    |    |    |    |    |    |    |    |    |    |    |    |    |    |    |    |    |    |    |
| Monza          |    |    |    |    |    |    |    |    |    |    |    |    |    |    |    |    |    |    |    |    |    |    |    |    |    |    |    |    |    |    |    |    |    |    |    |    |    |    |
| Padova         |    |    |    |    |    |    |    |    |    |    |    |    |    |    |    |    |    |    |    |    |    |    |    |    |    |    |    |    |    |    |    |    |    |    |    |    |    |    |
| Palermo        |    |    |    |    |    |    |    |    |    |    |    |    |    |    |    |    |    |    |    |    |    |    |    |    |    |    |    |    |    |    |    |    |    |    |    |    |    |    |
| Pescara        |    |    |    |    |    |    |    |    |    |    |    |    |    |    |    |    |    |    |    |    |    |    |    |    |    |    |    |    |    |    |    |    |    |    |    |    |    |    |
| Reggiana       |    |    |    |    |    |    |    |    |    |    |    |    |    |    |    |    |    |    |    |    |    |    |    |    |    |    |    |    |    |    |    |    |    |    |    |    |    |    |
| Sampdoria      |    |    |    |    |    |    |    |    |    |    |    |    |    |    |    |    |    |    |    |    |    |    |    |    |    |    |    |    |    |    |    |    |    |    |    |    |    |    |
| Spezia         |    |    |    |    |    |    |    |    |    |    |    |    |    |    |    |    |    |    |    |    |    |    |    |    |    |    |    |    |    |    |    |    |    |    |    |    |    |    |
| Südtirol       |    |    |    |    |    |    |    |    |    |    |    |    |    |    |    |    |    |    |    |    |    |    |    |    |    |    |    |    |    |    |    |    |    |    |    |    |    |    |
| Venezia        |    |    |    |    |    |    |    |    |    |    |    |    |    |    |    |    |    |    |    |    |    |    |    |    |    |    |    |    |    |    |    |    |    |    |    |    |    |    |
| Virtus Entella |    |    |    |    |    |    |    |    |    |    |    |    |    |    |    |    |    |    |    |    |    |    |    |    |    |    |    |    |    |    |    |    |    |    |    |    |    |    |

(*) Indica la posición del equipo con un partido pendiente
(**) Indica la posición del equipo con dos partidos pendientes
(***) Indica la posición del equipo con tres partidos pendientes

## Resultados

### Primera vuelta
| Pescara        | vs. | Cesena      | Adriatico-Giovanni Cornacchia | 22 de agosto | 20:30 |
| Empoli         | vs. | Padova      | Carlo Castellani              | 23 de agosto | 19:00 |
| Virtus Entella | vs. | Juve Stabia | Comunale                      | 23 de agosto | 19:00 |
| Palermo        | vs. | Reggiana    | Renzo Barbera                 | 23 de agosto | 21:00 |
| Monza          | vs. | Mantova     | U-Power Stadium               | 23 de agosto | 21:00 |
| Spezia         | vs. | Carrarese   | Alberto Picco                 | 24 de agosto | 19:00 |
| Venezia        | vs. | Bari        | Pier Luigi Penzo              | 24 de agosto | 19:00 |
| Catanzaro      | vs. | Südtirol    | Nicola Cervolo                | 24 de agosto | 21:00 |
| Frosinone      | vs. | Avellino    | Benito Stirpe                 | 24 de agosto | 21:00 |
| Sampdoria      | vs. | Modena      | Luigi Ferraris                | 25 de agosto | 20:30 |

| Reggiana    | vs. | Empoli         | MAPEI Stadium - Città del Tricolore | 29 de agosto | 20:30 |
| Mantova     | vs. | Pescara        | Danilo Martelli                     | 30 de agosto | 19:00 |
| Juve Stabia | vs. | Venezia        | Romeo Menti                         | 30 de agosto | 19:00 |
| Spezia      | vs. | Catanzaro      | Alberto Picco                       | 30 de agosto | 21:00 |
| Cesena      | vs. | Virtus Entella | Dino Manuzzi                        | 30 de agosto | 21:00 |
| Palermo     | vs. | Frosinone      | Renzo Barbera                       | 30 de agosto | 21:00 |
| Südtirol    | vs. | Sampdoria      | Druso                               | 31 de agosto | 19:00 |
| Carrarese   | vs. | Padova         | Dei Marmi                           | 31 de agosto | 19:00 |
| Bari        | vs. | Monza          | San Nicola                          | 31 de agosto | 21:00 |
| Modena      | vs. | Avellino       | Alberto Braglia                     | 31 de agosto | 21:00 |

| Pescara        | vs. | Venezia   | Adriatico-Giovanni Cornacchia | 13 de septiembre | TBA |
| Empoli         | vs. | Spezia    | Carlo Castellani              | 13 de septiembre | TBA |
| Modena         | vs. | Bari      | Alberto Braglia               | 13 de septiembre | TBA |
| Virtus Entella | vs. | Mantova   | Comunale                      | 13 de septiembre | TBA |
| Avellino       | vs. | Monza     | Partenio-Adriano Lombardi     | 13 de septiembre | TBA |
| Padova         | vs. | Frosinone | Euganeo                       | 13 de septiembre | TBA |
| Catanzaro      | vs. | Carrarese | Nicola Cervolo                | 13 de septiembre | TBA |
| Sampdoria      | vs. | Cesena    | Luigi Ferraris                | 13 de septiembre | TBA |
| Juve Stabia    | vs. | Reggiana  | Romeo Menti                   | 13 de septiembre | TBA |
| Südtirol       | vs. | Palermo   | Druso                         | 13 de septiembre | TBA |

| Palermo   | vs. | Bari           | Renzo Barbera                       | 20 de septiembre | TBA |
| Reggiana  | vs. | Catanzaro      | MAPEI Stadium - Città del Tricolore | 20 de septiembre | TBA |
| Spezia    | vs. | Juve Stabia    | Alberto Picco                       | 20 de septiembre | TBA |
| Frosinone | vs. | Südtirol       | Benito Stirpe                       | 20 de septiembre | TBA |
| Carrarese | vs. | Avellino       | Dei Marmi                           | 20 de septiembre | TBA |
| Mantova   | vs. | Modena         | Danilo Martelli                     | 20 de septiembre | TBA |
| Padova    | vs. | Virtus Entella | Euganeo                             | 20 de septiembre | TBA |
| Monza     | vs. | Sampdoria      | U-Power Stadium                     | 20 de septiembre | TBA |
| Pescara   | vs. | Empoli         | Adriatico-Giovanni Cornacchia       | 20 de septiembre | TBA |
| Venezia   | vs. | Cesena         | Pier Luigi Penzo                    | 20 de septiembre | TBA |

| Avellino  | vs. | Virtus Entella | Partenio-Adriano Lombardi | 27 de septiembre | TBA |
| Venezia   | vs. | Spezia         | Pier Luigi Penzo          | 27 de septiembre | TBA |
| Südtirol  | vs. | Reggiana       | Druso                     | 27 de septiembre | TBA |
| Bari      | vs. | Sampdoria      | San Nicola                | 27 de septiembre | TBA |
| Empoli    | vs. | Carrarese      | Carlo Castellani          | 27 de septiembre | TBA |
| Catanzaro | vs. | Juve Stabia    | Nicola Cervolo            | 27 de septiembre | TBA |
| Cesena    | vs. | Palermo        | Dino Manuzzi              | 27 de septiembre | TBA |
| Modena    | vs. | Pescara        | Alberto Braglia           | 27 de septiembre | TBA |
| Monza     | vs. | Padova         | U-Power Stadium           | 27 de septiembre | TBA |
| Mantova   | vs. | Frosinone      | Danilo Martelli           | 27 de septiembre | TBA |

| Empoli         | vs. | Monza     | Carlo Castellani                    | 30 de septiembre | TBA |
| Juve Stabia    | vs. | Mantova   | Romeo Menti                         | 30 de septiembre | TBA |
| Virtus Entella | vs. | Bari      | Comunale                            | 30 de septiembre | TBA |
| Frosinone      | vs. | Cesena    | Benito Stirpe                       | 30 de septiembre | TBA |
| Sampdoria      | vs. | Catanzaro | Luigi Ferraris                      | 30 de septiembre | TBA |
| Palermo        | vs. | Venezia   | Renzo Barbera                       | 30 de septiembre | TBA |
| Pescara        | vs. | Südtirol  | Adriatico-Giovanni Cornacchia       | 30 de septiembre | TBA |
| Reggiana       | vs. | Spezia    | MAPEI Stadium - Città del Tricolore | 30 de septiembre | TBA |
| Carrarese      | vs. | Modena    | Dei Marmi                           | 30 de septiembre | TBA |
| Padova         | vs. | Avellino  | Euganeo                             | 30 de septiembre | TBA |

|  | vs. |
|  | vs. |
|  | vs. |
|  | vs. |
|  | vs. |
|  | vs. |
|  | vs. |
|  | vs. |
|  | vs. |
|  | vs. |

|  | vs. |
|  | vs. |
|  | vs. |
|  | vs. |
|  | vs. |
|  | vs. |
|  | vs. |
|  | vs. |
|  | vs. |
|  | vs. |

|  | vs. |
|  | vs. |
|  | vs. |
|  | vs. |
|  | vs. |
|  | vs. |
|  | vs. |
|  | vs. |
|  | vs. |
|  | vs. |

|  | vs. |
|  | vs. |
|  | vs. |
|  | vs. |
|  | vs. |
|  | vs. |
|  | vs. |
|  | vs. |
|  | vs. |
|  | vs. |

|  | vs. |
|  | vs. |
|  | vs. |
|  | vs. |
|  | vs. |
|  | vs. |
|  | vs. |
|  | vs. |
|  | vs. |
|  | vs. |

|  | vs. |
|  | vs. |
|  | vs. |
|  | vs. |
|  | vs. |
|  | vs. |
|  | vs. |
|  | vs. |
|  | vs. |
|  | vs. |

|  | vs. |
|  | vs. |
|  | vs. |
|  | vs. |
|  | vs. |
|  | vs. |
|  | vs. |
|  | vs. |
|  | vs. |
|  | vs. |

|  | vs. |
|  | vs. |
|  | vs. |
|  | vs. |
|  | vs. |
|  | vs. |
|  | vs. |
|  | vs. |
|  | vs. |
|  | vs. |

|  | vs. |
|  | vs. |
|  | vs. |
|  | vs. |
|  | vs. |
|  | vs. |
|  | vs. |
|  | vs. |
|  | vs. |
|  | vs. |

|  | vs. |
|  | vs. |
|  | vs. |
|  | vs. |
|  | vs. |
|  | vs. |
|  | vs. |
|  | vs. |
|  | vs. |
|  | vs. |

|  | vs. |
|  | vs. |
|  | vs. |
|  | vs. |
|  | vs. |
|  | vs. |
|  | vs. |
|  | vs. |
|  | vs. |
|  | vs. |

|  | vs. |
|  | vs. |
|  | vs. |
|  | vs. |
|  | vs. |
|  | vs. |
|  | vs. |
|  | vs. |
|  | vs. |
|  | vs. |

|  | vs. |
|  | vs. |
|  | vs. |
|  | vs. |
|  | vs. |
|  | vs. |
|  | vs. |
|  | vs. |
|  | vs. |
|  | vs. |

## Play-offs de Ascenso a la Serie A 2026-27

### Cuadro
|  | Preliminar | Preliminar | Preliminar |  |  | Semifinales | Semifinales | Semifinales | Semifinales | Semifinales |  |  | Final | Final | Final | Final | Final |  |
|  |            |            |            |  |  |             |             |             |             |             |  |  |       |       |       |       |       |  |
|  |            |            |            |  |  |             |             |             |             |             |  |  |       |       |       |       |       |  |
|  |            |            |            |  |  |             |             |             |             |             |  |  |       |       |       |       |       |  |
|  |            |            |            |  |  |             |             |             |             |             |  |  |       |       |       |       |       |  |
|  |            |            |            |  |  |             |             |             |             |             |  |  |       |       |       |       |       |  |
|  |            | 4          |            |  |  |             |             |             |             |             |  |  |       |       |       |       |       |  |
|  |            |            |            |  |  |             |             |             |             |             |  |  |       |       |       |       |       |  |
|  |            |            | 5          |  |  |             |             |             |             |             |  |  |       |       |       |       |       |  |
|  | 5          |            |            |  |  |             |             |             |             |             |  |  |       |       |       |       |       |  |
|  |            |            |            |  |  |             |             |             |             |             |  |  |       |       |       |       |       |  |
|  | 8          |            |            |  |  |             |             |             |             |             |  |  |       |       |       |       |       |  |
|  |            |            |            |  |  |             |             |             | 4           |             |  |  |       |       |       |       |       |  |
|  |            |            |            |  |  |             |             |             |             |             |  |  |       |       |       |       |       |  |
|  |            |            | 3          |  |  |             |             |             |             |             |  |  |       |       |       |       |       |  |
|  |            |            |            |  |  |             |             |             |             |             |  |  |       |       |       |       |       |  |
|  |            |            |            |  |  |             |             |             |             |             |  |  |       |       |       |       |       |  |
|  |            |            |            |  |  |             |             |             |             |             |  |  |       |       |       |       |       |  |
|  |            | 3          |            |  |  |             |             |             |             |             |  |  |       |       |       |       |       |  |
|  |            |            |            |  |  |             |             |             |             |             |  |  |       |       |       |       |       |  |
|  |            |            | 6          |  |  |             |             |             |             |             |  |  |       |       |       |       |       |  |
|  | 6          |            |            |  |  |             |             |             |             |             |  |  |       |       |       |       |       |  |
|  |            |            |            |  |  |             |             |             |             |             |  |  |       |       |       |       |       |  |
|  | 7          |            |            |  |  |             |             |             |             |             |  |  |       |       |       |       |       |  |
|  |            |            |            |  |  |             |             |             |             |             |  |  |       |       |       |       |       |  |
|  |            |            |            |  |  |             |             |             |             |             |  |  |       |       |       |       |       |  |

#### Ronda preliminar
- El horario corresponde al huso horario de verano europeo CEST (UTC+2).

|  |  | vs. |

|  |  | vs. |

#### Semifinales
- El horario corresponde al huso horario de verano europeo CEST (UTC+2).

|  |  | vs. |

|  |  | vs. |

|  |  | vs. |

|  |  | vs. |

#### Final
- El horario corresponde al huso horario de verano europeo CEST (UTC+2).

|  |  | vs. |

|  |  | vs. |

## Play-off de permanencia en la Serie B
|  |  | vs. |

|  |  | vs. |

## Datos y estadísticas

### Récords
- Primer gol de la temporada:
- Último gol de la temporada:
- Gol más rápido:
- Gol más cercano al final del encuentro:
- Mayor número de goles marcados en un partido:
- Partido con más espectadores:
- Partido con menos espectadores:
- Mayor victoria local:
- Mayor victoria visitante:

### Máximos goleadores
Actualizado el 13 de abril de 2025.
| Pos. | Jugador | Equipo | Goles | Part. | Prom. |
| ---- | ------- | ------ | ----- | ----- | ----- |

### Máximos asistentes
Actualizado el 13 de abril de 2025.
| Pos. | Jugador | Equipo | Goles | Part. | Prom. |
| ---- | ------- | ------ | ----- | ----- | ----- |

### Autogoles
| Fecha | Jugador | Minuto | Local | Resultado | Visitante | Jornada |
| ----- | ------- | ------ | ----- | --------- | --------- | ------- |

### Hat-tricks o pókers
Aquí se encuentra la lista de hat-tricks y póker de goles (en general, tres o más goles marcados por un jugador en un mismo encuentro) conseguidos en la temporada.
| Fecha | Jugador | Goles | Local | Resultado | Visitante | Jornada |
| ----- | ------- | ----- | ----- | --------- | --------- | ------- |

## Premios

### Premios mensuales
| Mes | Entrenador del mes | Entrenador del mes | Jugador del mes | Jugador del mes | Gol del mes | Gol del mes | Atajada del mes | Atajada del mes |
| Mes | Técnico            | Equipo             | Jugador         | Equipo          | Jugador     | Equipo      | Jugador         | Equipo          |
| --- | ------------------ | ------------------ | --------------- | --------------- | ----------- | ----------- | --------------- | --------------- |

## Fichajes

### Fichajes más caros del mercado de verano
| Jugador            | Club de destino | Club de origen    | Precio (€) | Ref.   |
| ------------------ | --------------- | ----------------- | ---------- | ------ |
| Hans Nicolussi     | Venezia         | Juventus          | 3.500.000  | [ 27 ] |
| Gennaro Tutino     | Sampdoria       | Cosenza           | 2.500.000  | [ 28 ] |
| Andrea Adorante    | Venezia         | Juve Stabia       | 2.500.000  | [ 29 ] |
| Alessandro Bellemo | Sampdoria       | Como              | 2.000.000  | [ 30 ] |
| Nikolas Ioannou    | Sampdoria       | Como              | 2.000.000  | [ 31 ] |
| Fali Candé         | Venezia         | Metz              | 1.900.000  | [ 32 ] |
| Filip Stanković    | Venezia         | Inter de Milán    | 1.500.000  | [ 33 ] |
| Nikola Sekulov     | Sampdoria       | Juventus Next Gen | 1.500.000  | [ 34 ] |
| Seid Korac         | Venezia         | Vojvodina         | 1.400.000  | [ 35 ] |
| Facundo Lescano    | Avellino        | Trapani           | 1.000.000  | [ 36 ] |

| Datos actualizados a 15 de julio de 2025. Fuentes: |

### Fichajes más caros del mercado de invierno
| Jugador | Club de destino | Club de origen | Precio (€) | Ref. |
| ------- | --------------- | -------------- | ---------- | ---- |